# Humbert (Pas-de-Calais)
Humbert é uma comuna francesa na região administrativa de Altos da França, no departamento de Pas-de-Calais. Estende-se por uma área de 7,85 km². Em 2010 a comuna tinha 233 habitantes (densidade: 29,7 hab./km²).